# Боллиген
Боллиген (нем. Bolligen) — коммуна в Швейцарии, в кантоне Берн. 
Входит в состав округа Берн. Население составляет 6105 человек (на 31 декабря 2006 года). Официальный код — 0352.